# CRAF

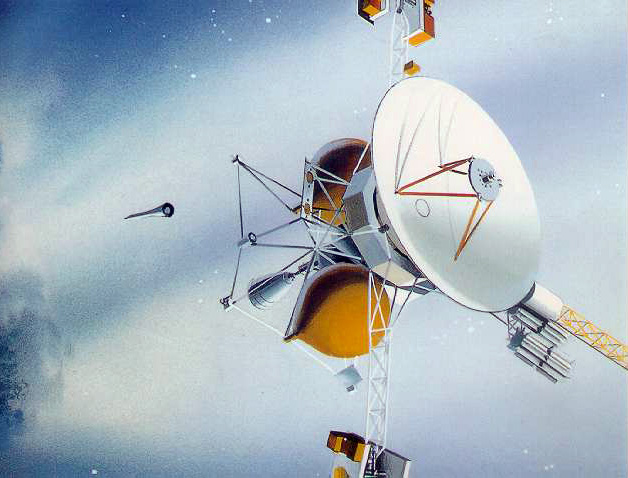
Representación artística de CRAF.

Programa espacial CRAF ( por sus siglas en inglés Comet Rendezvous Asteroid Flyby, significa Sobrevuelo de asteroides y encuentro con cometa) fue una misión de la NASA que se habría dedicado al estudio del cometa Kopff y al de varios asteroides. Fue cancelada en 1990 para poder transferir fondos a la misión Cassini-Huygens.
La sonda habría realizado una trayectoria con asistencia gravitatoria Marte-Tierra-Tierra para alcanzar al cometa y volar a su lado durante tres años. Por el camino habría sobrevolado los asteroides (88) Thisbea, (19) Fortuna y (1084) Tamariwa. CRAF habría estudiado la actividad del cometa a medida que se acercaba al Sol, ajustando su órbita para situarse en su cola para recoger muestras de polvo y analizarlo con sus espectrómetros. Hacia el final de la misión la sonda habría intentado aterrizar en la superficie del cometa.
CRAF habría usado el nuevo bus Mariner Mark II diseñado por el JPL, el mismo usado para la nave Cassini. Habría llevado 4300 kg de propelente a bordo y usado tres RTG para proporcionar alimentación eléctrica. La misión habría contado con cooperación internacional.